# ميريم دوسي
ميريم دوسي هي بلدية في ولاية سانتا كاتارينا في المنطقة الجنوبية من البرازيل.